# Wilhelm Theodor Bahr
Wilhelm Theodor Bahr (* 1. Februar 1792 in Brügge, Landkreis Soldin; † 15. Februar 1867 in Berlin) war ein preußischer Generalmajor.

## Leben

### Herkunft
Seine Eltern waren der Prediger in Brügge Friedrich Wilhelm Bahr und dessen Ehefrau Karoline Sophie, geborene Gericke.

### Militärkarriere
Mit Beginn der Befreiungskriege meldete sich Bahr als Freiwilliger und kam am 23. Februar 1813 als Jäger in das Regiment der Garde. Als Sekondeleutnant kam er am 3. Mai 1813 in das 15. Schlesische Landwehr-Infanterie-Regiment. Er wurde in der Schlacht bei Großgörschen verwundet, kämpfte aber wieder bei Bautzen, an der Katzbach, Laon und Paris. Verwundet wurde Bahr auch beim Übergang bei Wartenburg. Ferner kämpfte er in den Gefechten bei Löwenberg, erwarb sich bei Bunzlau das Eiserne Kreuz II. Klasse, kämpfte bei Montmirail, La Chaussee, Trilport, Chateau-Thierry und Chalons. Auch bei Trilport wurde er erneut verwundet und im Jahr 1814 in das Leib-Infanterie-Regiment kommandiert.
Am 14. Juni 1815 wurde Bahr Premierleutnant im 15. Schlesischen Landwehr-Infanterie-Regiment. Von dort wurde er am 14. April 1816 in das Stettiner Garde-Landwehr-Bataillon versetzt und am 1. Dezember 1816 als Adjutant der Landwehrinspektion in Stettin kommandiert. Am 30. März 1824 folgte seien Versetzung in das II. Bataillon des 1. Garde-Landwehr-Regiments. Hier avancierte Bahr am 18. Juni 1824 zum Hauptmann und Kompaniechef. Vom 1. April 1825 bis zum 31. Mai 1826 war er in das Lehr-Garde-Landwehr-Bataillon kommandiert. Anschließend wurde er in das Garde-Reserve-Infanterie-Landwehr-Regiment versetzt. Daran schloss ich mit der Beförderung zum Major am 30. März 1838 eine Verwendung als Kommandeur des II. Bataillons im 2. Landwehr-Regiment an. Am 27. März 1847 kam er dann in das 9. Infanterie-Regiment, stieg im Mai 1848 zum Oberstleutnant auf und wurde am 18. November 1848 zum Kommandeur des 14. Infanterie-Regiments ernannt. Bahr wurde am 18. Januar 1851 zum Oberst befördert und am 17. März 1853 unter Verleihung des Charakters als Generalmajor mit Pension verabschiedet. Er starb am 15. Februar 1867 in Berlin und wurde am 19. Februar 1867 auf dem Garnisonfriedhof beigesetzt.

### Familie
Bahr heiratete am 16. August 1822 in Lagow Henriette Wilhelmine Emilie Kunze (1801–1877). Das Paar hatte eine Tochter, die mit dem Major Eduard Suren verheiratet war. Die Tochter Maria (1828–1859) war mit dem späteren Generalleutnant Eduard von Valentini verheiratet.